# Hauneck
Hauneck es un municipio situado en el distrito de Hersfeld-Rotemburgo, en el estado federado de Hesse (Alemania). Tiene una población estimada, a fines de 2022, de 3217 habitantes.
Está ubicado al este del estado, cerca de la orilla del río Fulda —un afluente del río Weser— y de la frontera con el estado de Turingia.